# Tuscarawas
Tuscarawas é uma vila localizada no estado norte-americano de Ohio, no Condado de Tuscarawas.

## Demografia
Segundo o censo norte-americano de 2000, a sua população era de 934 habitantes.
Em 2006, foi estimada uma população de 983, um aumento de 49 (5.2%).

## Geografia
De acordo com o United States Census Bureau tem uma área de
1,9 km², dos quais 1,8 km² cobertos por terra e 0,1 km² cobertos por água.

## Localidades na vizinhança
O diagrama seguinte representa as localidades num raio de 8 km ao redor de Tuscarawas.